# NGC 3250
NGC 3250 est une vaste galaxie elliptique située dans la constellation de la Machine pneumatique. NGC 3250 a été découverte par l'astronome britannique John Herschel en 1835.

## Caractéristiques
Sa vitesse par rapport au fond diffus cosmologique est de 3 130 ± 39 km/s, ce qui correspond à une distance de Hubble de 46,2 ± 3,3 Mpc (∼151 millions d'al).
À ce jour, 16 mesures non basées sur le décalage vers le rouge (redshift) donnent une distance de 39,706 ± 12,102 Mpc (∼130 millions d'al), ce qui est à l'intérieur des valeurs de la distance de Hubble. Notons cependant que c'est avec la valeur moyenne des mesures indépendantes, lorsqu'elles existent, que la base de données NASA/IPAC calcule le diamètre d'une galaxie et qu'en conséquence le diamètre de NGC 3250 pourrait être d'environ 69,2 kpc (∼226 000 al) si on utilisait la distance de Hubble pour le calculer. 

## Groupe ne NGC 3318
NGC 3250 fait partie du groupe de NGC 3318 qui compte au moins 9 galaxies. Outre NGC 3318, les sept autres galaxies du groupe sont NGC 3250E (PGC 30865), NGC 3250B (PGC 30775), NGC 3318B (PGC 31565), ESO 317-17, ESO 317-19, ESO 317-21 et ESO 317-23.